# Heron van Alexandrië
Heron (of Hero) van Alexandrië (Oudgrieks: Ἥρων ὁ Ἀλεξανδρεύς) (ca. 10 - ca. 70) was een wetenschapper uit de Griekse oudheid. Hij was de uitvinder van de allereerste stoommachine, die hij aeolipile noemde. En is in feite een primitieve versie van de raketmotor. Sommige bronnen beweren dat hij ook de uitvinder is van de odometer, maar waarschijnlijk was deze al veel eerder uitgevonden (mogelijk door Archimedes) en heeft Heron enkel dit apparaat uitgebreid beschreven.

## Datering
Hoewel er bronnen spreken van 150 voor Christus, is het zeer onwaarschijnlijk dat Heron toen al leefde. Uit onderzoek van de Oostenrijks-Amerikaanse wetenschapshistoricus Otto Neugebauer blijkt dat Heron in zijn boek Dioptra schrijft over het observeren van een maansverduistering die, zoals Neugebauer berekende, plaatsvond op 13 maart 62 na Christus. Dit is het enige directe aanknopingspunt dat er is voor Herons datering. Verder schrijft Heron over Archimedes (3e eeuw voor Christus) en Philon van Byzantium (3e eeuw voor Christus). Heron zelf wordt weer genoemd door Pappos van Alexandrië (4e eeuw n. Chr.).
Heron was hoogstwaarschijnlijk docent aan het Mouseion, een onderwijs- en onderzoekinstelling waartoe onder meer de Bibliotheek van Alexandrië behoorde, aangezien zijn boeken dikwijls in de vorm van lesmateriaal zijn verschenen. Sommige van zijn uitvindingen zijn er duidelijk op gericht om het geloof in de magische krachten van de goden te versterken, bijvoorbeeld bepaalde uitbreidingen aan de tempel die deze de mogelijkheid gaf om "automatisch" de deuren te openen. Er is echter geen bewijs dat deze apparaten ook echt in tempels zijn gebruikt.
Heron heeft een aantal boeken geschreven waarin hij uitgebreide beschrijvingen geeft van velerlei machines, apparaten en toepassingen van natuurwetten uit zijn tijd. Van sommige van deze werken wordt echter betwijfeld of ze inderdaad van Herons hand zijn, of van anderen.
Als wiskundige is hij vooral bekend vanwege zijn formule, de formule van Heron genoemd, voor het verband tussen de (halve) omtrek en de oppervlakte van een driehoek, iets wat voor de landmeetkunde van groot belang werd.

## Werken
De erkende werken van Heron zijn:
- Pneumatica, waarin hij apparaten beschrijft die werken op lucht-, stoom- of waterdruk.
- Automata, waarin hij diverse apparaten beschrijft die op mechanische of pneumatische wijze wonderen suggereren in tempels (zoals automatisch open- en dichtgaande deuren, beelden die wijn schenken, etc.)
- Mechanica, een geschrift bedoeld voor architecten, met methodes om zeer zware objecten te verplaatsen.
- Metrica, een beschrijving hoe oppervlaktes en volumes van diverse objecten te berekenen.
- Dioptra, een verzameling van methoden om lengtes en afstanden te meten. In dit boek wordt o.a. de odometer beschreven, en ook een apparaat dat overeenkomsten vertoont met een theodoliet
- Belopoeica, een beschrijving van oorlogsmachines.
- Catoptrica, over de voortplanting van licht, reflecties, en het gebruik van spiegels.

De laatste twee werken, Belopoeica en Catoptrica, zijn niet bewaard gebleven.
Werken waarover onzekerheid bestaat of ze van Herons hand zijn:
- Geometrica, een verzameling vergelijkingen en uitweidingen gebaseerd op het eerste hoofdstuk van Metrica
- Stereometrica, voorbeelden van driedimensionale berekeningen gebaseerd op het tweede hoofdstuk van Metrica
- Mensurae, voorwerpen die gebruikt kunnen worden bij metingen gebaseerd op Stereometrica en Metrica
- Cheirobalistra, over katapulten